# Partidul DREPT
Partidul DREPT (abreviere pentru „Dreptate și Respect în Europa Pentru Toți”) este un partid politic românesc condus de fostul europarlamentar independent Vlad Gheorghe.

## Istoric
În primul an de existență, liderul partidului a fost Alexandru Gâdiuță, viceprimar al Sectorului 6 din București.
Fostul europarlamentar din legislatura 2019–2024, Vlad Gheorghe, și el membru al partidului, a declarat că partidul este doar un vehicul prin care diferiți independenți care doresc să candideze la alegerile parlamentare de la sfârșitul lui 2024 pot avea o platformă care să le faciliteze monitorizarea alegerilor și prevenirea fraudelor electorale.
În septembrie 2024, 10 parlamentari proveniți din 5 partide diferite (AUR, REPER, UDMR, USR și PNL) s-au înscris în partid. În virtutea acestui fapt, partidul a cerut Camerei Deputaților la 2 septembrie 2024 să-i recunoască statutul partidului de partid parlamentar, dar fostul președinte al Camerei Deputaților, Alfred-Robert Simonis, a declarat că cererea a fost respinsă pe motiv că a fost depusă prea târziu. După ce în final a reușit să obțină recunoașterea ca partid parlamentar, Vlad Gheorghe a exclus din partid cinci din cei zece deputați.

## Parlamentari membri
Membrii deputați în baza cărora partidul s-a înregistrat ca parlamentar au fost:
- Ion-Marian Lazăr (ex-USR)
- Daniel-Sorin Gheba (ex-AUR; exclus în 16 septembrie 2024)
- Radu Tudor Ciornei (ex-USR)
- Daniel Florea (ex-AUR; exclus în 16 septembrie 2024)
- Liviu-Ioan Balint (ex-PNL; exclus în 16 septembrie 2024)
- Gheorghe Pecingină (ex-PNL; exclus în 16 septembrie 2024)
- Daniel-Liviu Toda (ex-USR)
- Cristian-Paul Ichim (ex-USR)

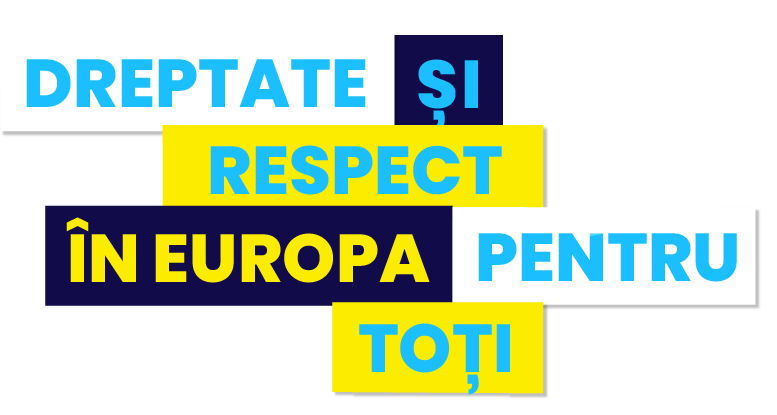

- Florică Ică Calotă (ex-AUR; exclus în 16 septembrie 2024)
- Norbert Apjok (ex-UDMR)